# 9097 Davidschlag
9097 Davidschlag (1996 AU1) là một tiểu hành tinh vành đai chính được phát hiện ngày 14 tháng 1 năm 1996 bởi Erich Meyer, Erwin Obermair và Herbert Raab ở Linz.